# 黄土镇 (夹江县)
黄土镇，是中华人民共和国四川省乐山市夹江县下辖的一个乡镇级行政单位。2019年9月，将原漹城镇漹江村所属行政区域划归黄土镇管辖。

## 行政区划
黄土镇下辖以下地区：
雷店村、茶坊村、张桥村、黄土村、万松村、潘塘村、东风村、东月村、水口村、凤桥村、罗华村、红光村、马坝村、马冲村和程河村、漹江村。